# Serra Nevada de Mérida

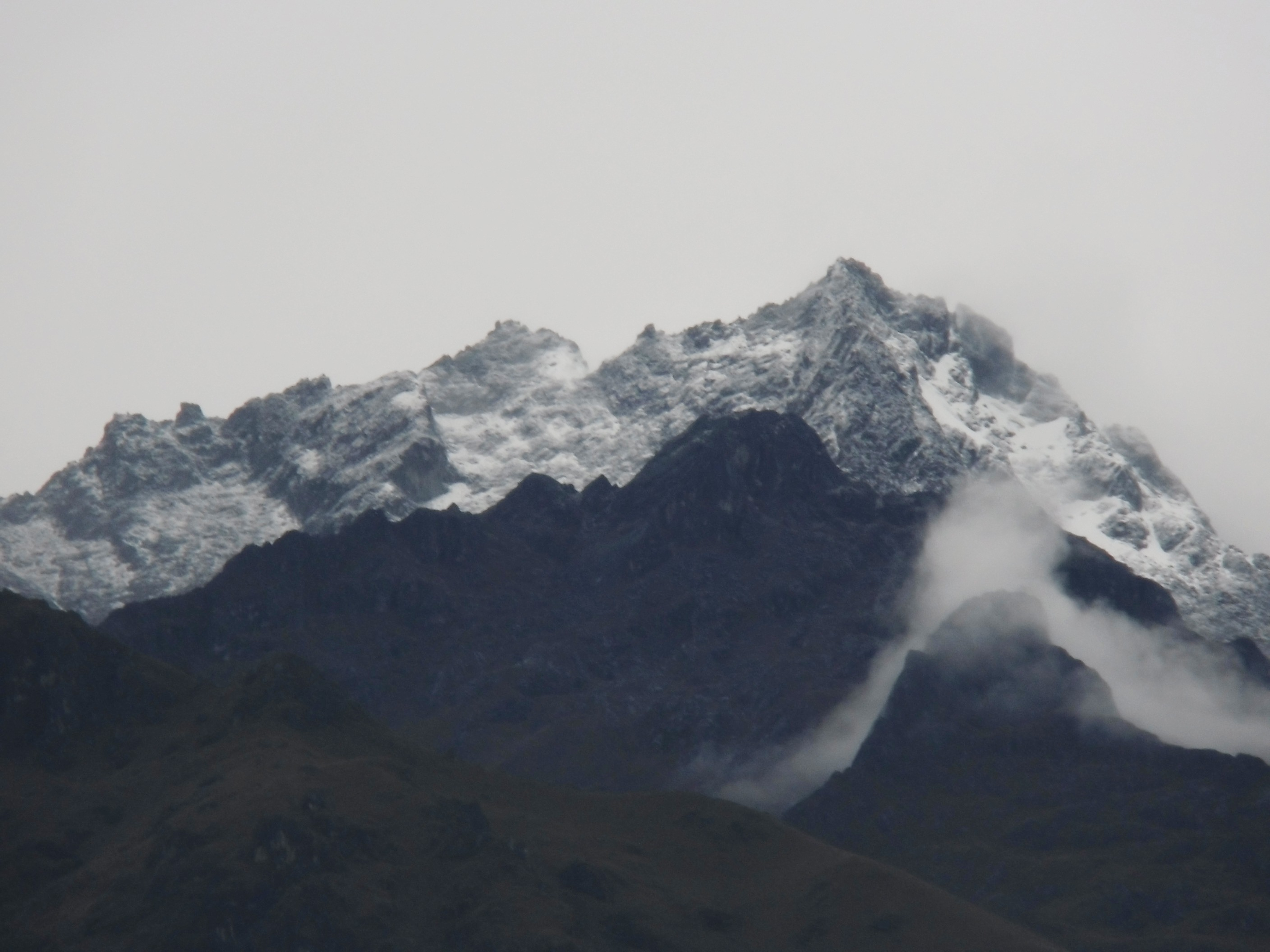
Este é um dos lugares mais altos da Venezuela a 4.765 metros acima do nível do mar nos Andes de Mérida.

A Serra Nevada de Mérida (comumente denominada Serra de Mérida) é uma cadeia montanhosa pertencente à Cordilheira dos Andes a qual atravessa a parte ocidental da Venezuela, especificamente os estados de Lara, Apure, Barinas, Mérida, Táchira e Trujillo (estes três últimos cobertos quase em sua totalidade pela mesma).
No interior da serra encontram-se importantes picos como os são o Pico Bolívar, Bompland, Humboldt, sendo estes os mais altos do país e localizados no estado de Mérida.